# Outrage Beyond
Outrage Beyond (アウトレイジ ビヨンド?, Autoreiji Biyondo) è un film del 2012 diretto da Takeshi Kitano.
Si tratta di uno Yakuza film, secondo capitolo di una trilogia aperta da Outrage del 2010 e chiusa da Outrage Coda del 2017.

## Trama
In seguito alla presa di potere di Kato, Otomo è rimasto ai margini, fingendosi morto per sfuggire alle ritorsioni dei Sanno. Ma le voci sulla reale versione dei fatti e il ritorno in azione di Kimura, preparano la strada a una violenta vendetta.

## Distribuzione
È stato presentato, in concorso per il Leone d'oro, alla 69ª Mostra internazionale d'arte cinematografica di Venezia.